# Caterina Angela Pierozzi
Caterina Angela Pierozzi (c. 1670 -1690) fue una pintora italiana activa en Florencia en el último cuarto del siglo XVII, de la que se documenta que trabajó para la gran duquesa de la familia Médici, Vittoria della Rovere, quien fue conocida por su patrocinio de artistas femeninas. Especializada en miniaturas, fue una de las dos únicas artistas femeninas admitidas en la Accademia e compagnia delle arti del disegno antes del siglo XVIII. Tal como está, se conoce solo una obra suya, una miniatura firmada y fechada en vitela que representa la Anunciación.

## Biografía
Aunque la información sobre la vida y obra de Caterina Angela Pierozzi sigue siendo muy limitada en la actualidad, algunos elementos de su carrera y su posición dentro del mundo del arte florentino pueden reconstruirse a través de documentos contemporáneos. La principal fuente sobre Caterina Angela Pierozzi es un pasaje de Notizie de' Professori del disegno da Cimabue in qua (1681), un diccionario biográfico de artistas florentinos compilado por Filippo Baldinucci. Baldinucci menciona a Pierozzi en un capítulo sobre Ventura Salimbeni en el contexto de su tío, el pintor Fra Manetto Pierozzi.

'Caterina Angela Pierozzi, sobrina de dicho Fra Manetto, que habiendo aprendido de su tío el arte de la miniatura, con elogios practica en él, y tenemos de su mano en las cámaras del palacio serenísimo una pintura de alrededor de dos brazas, en el que está representada la Santísima Virgen en el acto de sentarse, están San José, y Santa Ana, y el Niño Jesús, y un pequeño San Juan, que, con hermosa gracia y extraordinaria naturalidad, apretó sobre su pecho su delantal, en el que sostiene fuertemente envueltos a dos gatitos, casi como si quisiera defenderlos de un perrito, que con un hermoso gesto parece querer causarles daño, y tan realistas son los gestos del joven y del perrito, que más no se puede desear.

También se conoce un pequeño cuadro en vitela colgado en la Villa Poggio Imperiale del Gran Ducado de los Medici, a través de un inventario de 1692 que enumera una miniatura en pergamino decorando la pared de una pequeña habitación justo afuera del apartamento de la planta baja de Vittoria delle Rovere. La miniatura representa el retrato de una mujer que sostiene en su mano derecha una pequeña imagen de la Anunciación, cubierta de cristal y adornada con un marco floral. Aparte del retrato, esta obra de arte debe haber sido de naturaleza muy similar a la miniatura de la Anunciación. En el inventario, Pierozzi «es identificada tanto por una inscripción en el reverso de la imagen como por su relación con su marido Michele Corsi, diseñador, quien recibió pagos de la Gran Duquesa en varias ocasiones por diseños para diversas miniaturas y bordados, incluido uno de un Anunciación con guirnalda de flores».
La última noticia que se tiene sobre la vida de Pierozzi es que fue elegida miembro de la Academia del Diseño en 1684. Se trata de un dato muy importante, ya que la única otra pintora elegida para la Academia durante el siglo XVII fue Artemisia Gentileschi, en 1616. De hecho, Gentileschi y Pierozzi fueron, respectivamente, la primera y la segunda pintora elegida para la Academia. Fundamentalmente, esto indica la aceptación y el estatus que alcanzó Pierozzi como artista entre sus contemporáneos masculinos.

### La Anunciación

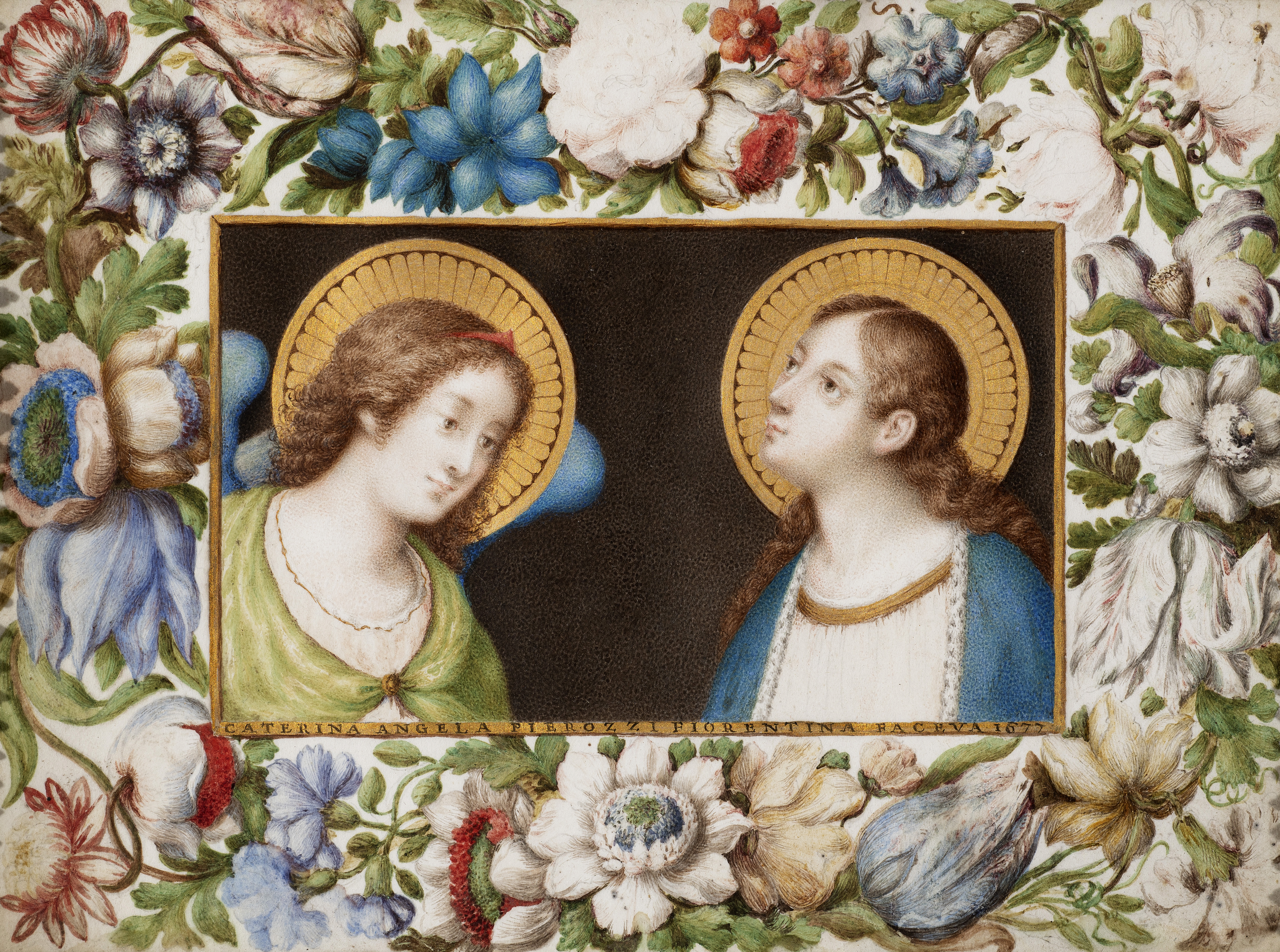
La Anunciación. Miniatura sobre vitela, de Caterina Angela Pierozzi

Esta miniatura sobre vitela, que representa la Anunciación rodeada por un borde de flores minuciosamente representadas, que incluye rosas, tulipanes y lirios, es la única obra conocida de Pierozzi y está firmada como «CATERINA ANGELA PIEROZZI FIORENTINA FACEVA 1677».
La composición deriva del fresco milagroso, conocido como Anunciación, en la Basílica della Santissima Annunziata de Florencia, venerada en Florencia por la milagrosa intervención que permitió terminarla. En 1677, fecha de la miniatura de Pierozzi, la familia Médici había sido durante mucho tiempo la guardiana del milagroso fresco, restringiendo severamente su acceso.  Los grandes duques de los Médici intentaron identificar su propia santidad con la de la Anunciación, y en 1580 Fernando I contrató a Alessandro Allori para restaurar el fresco, así como para copiar la imagen para regalársela al cardenal Borromeo.  A partir de entonces, y hasta bien entrado el siglo XVII, la familia Medici encargó copias de la Anunciación para distribuirlas ampliamente. De hecho, catorce copias están documentadas por Alessandro Allori y unas veinte por Cristofano Allori, quien «debió haber contado esta actividad como un género distinto». Algunas de las copias eran para los propios Médici, como, por ejemplo, las tres copias pequeñas de Cristofano Allori que fueron enviadas a María de Medici en Francia a principios del siglo XVII.  Muchos otros se entregaron como .obsequios, y entre los destinatarios se encontraban miembros de venerables familias florentinas y socios fuera de Florencia, lo que indica que los Medici estaban preocupados por compartir su relación privilegiada con el culto más allá de la ciudad.
Dado que los Medici restringieron el acceso a la Anunciación, se apropiaron de sus imágenes para su propia sacralidad y promoción; y encargaron numerosas copias después del fresco, por lo que parece razonable asociar la miniatura de Pierozzi con el mecenazgo granducal.
El borde floral que rodea la imagen de la Anunciación también se relaciona con los intereses de los Medici, concretamente los relacionados con la botánica y la horticultura. Las flores están bellamente representadas, con precisión botánica, y presumiblemente Pierozzi tenía estos especímenes florales frente a ella mientras creaba su miniatura. La exactitud de las flores plantea la posibilidad de que Pierozzi practicara la ilustración botánica, un género artístico muy admirado por los Medici, quienes estaban fascinados por la relación de las ciencias naturales y el arte. El mecenazgo sobre los bodegones florales de los Medici había alcanzado su apogeo a mediados del siglo XVII, con artistas como Carlo Dolci, Bartolomeo Bimb, Andrea Scacciati y, por supuesto, Giovanna Garzoni encargados de realizar ejemplos de este género. La miniatura de Pierozzi encaja con los intereses botánicos de los Medici, lo que refuerza aún más la idea de un encargo granducal.
La pintura fue adquirida por la Galería Nacional de Arte en 2023. 